# Serge le Nicétiate
Serge le Nicétiate, Serge Nicétiatès ou Serge Nikétiatès (en grec Σέργιος Νικητιάτης) est un haut officiel byzantin du IXe siècle, membre de la dynastie amorienne. L'Église orthodoxe en a fait un saint pour son rôle lors de la restauration du culte des images.

## Biographie
Serge le Nicétiate est un personnage obscure et énigmatique selon Cyril Mango, uniquement connu par de brèves références dans deux œuvres hagiographiques, les Actes des saints David, Syméon et Georges et le Synaxarium Constantinopolitanum,. Selon ces sources, Serge serait né dans le village de Nikétia, près d'Amastris en Paphlagonie, d'où son surnom. Il est un proche, probablement l'oncle, de Théodora, l'épouse de l'empereur Théophile (r. 829-842) et la mère de Michel III (r. 842-867),. 
Sous le règne de Théophile, il devient l'un des principaux membres du Sénat byzantin, atteignant le rang aulique suprême de magistros. Les sceaux qui lui sont attribués indiquent qu'il s'est progressivement élevé, d’hypatos, à anthypatos, puis à protospatharios et à patrikios, et qu'il a exercé la fonction de logothète général ou de logothète du drome.
En 843, il joue un rôle important avec Théoctiste le Logothète et les frères de Théodora, Bardas et Petronas, dans l'abandon final de l'iconoclasme et la restauration du culte des images,, raison pour laquelle l'Église orthodoxe le vénère comme saint le 28 juin,.
La même année, selon le Synaxarium Constantinopolitanum, il se voit confier la direction d'une expédiion contre l'émirat de Crète, bien que toutes les autres sources attribuent cette direction à Théoctiste. Il est toutefois possible que Serge ait été laissé sur place lors du retour précipité de Théoctiste à Constantinople. Serge meurt en Crète, où les Byzantins sont défaits par les Arabes, et est enterré dans un monastère crétois connu pour ce fait ultérieurement comme tou magistrou (« du magistros »). Son corps est ensuite réenterré dans un monastère de la Théotokos dans le golfe de Nicomédie, qu'il avait fondé et qui devient à son tour connu comme tou Niketiatou.
Selon Cyril Mango, Serge pourrait être l'oncle maternel du patriarche Photios de Constantinople.